# Eccidio di Pratale
L'eccidio di Pratale è stata una strage nazista avvenuta la sera del 23 luglio 1944 in località Pratale, nel comune di Tavarnelle Val di Pesa.

## I fatti
La mattina del 23 luglio 1944, nella zona è in corso il ripiegamento tedesco verso la collina di Fabbrica a fronte dell'avanzata da sud della 2ª Divisione Neozelandese verso Passignano. L'area, il cui controllo è cruciale per la strategia nazista di ritirata aggressiva, è pertanto interessata da una serie di combattimenti. Nel podere di Pratale, a circa metà strada tra l'Abbazia di San Michele Arcangelo a Passignano e Fabbrica, vi abitano le famiglie contadine dei Gori, dei Cresti e dei Raspollini, alle quali si è aggiunta quella dei Lotti, sfollati dalla vicina Fabbrica. La sera del 23 luglio, un manipolo di militari tedeschi appartenenti alla 4. Fallschirmjäger-Division fa irruzione nel casolare sorprendendo le quattro famiglie a cena. Vengono prelevati solo gli uomini, in tutto quattordici, e condotti vengo un bosco nelle vicinanze. Ad un certo momento vengono separati dal resto del gruppo l'anziano Maurizio Raspollini e suo figlio Rino. I restanti 12 uomini vengono quindi portati nel boschetto, fatti allineare e assassinati a raffiche di mitra. Giovanni Raspollini, un istante prima che i militari aprano il fuoco, si lancia nella boscaglia, riuscendo in un primo momento a fuggire. Poco dopo però si imbatté nei soldati tedeschi che lo freddano all'istante.

## Vittime
- Angelo Cresti, di Tavarnelle, classe 1909;
- Attilio Cresti, di Tavarnelle, classe 1885;
- Oreste Cresti, di Tavarnelle, classe 1876;
- Bruno Gori, di San Casciano in Val di Pesa (FI), classe 1920;
- Giuseppe Gori, di Castellina in Chianti (SI), classe 1892;
- Livio Gori, di Tavarnelle, classe 1890;
- Serafino Gori, di Greve in Chianti (FI), classe 1900;
- Marcello Gori, di San Casciano in Val di Pesa (FI), classe 1925;
- Omero Gori, di San Casciano in Val di Pesa (FI), classe 1923;
- Carlo Lotti, di San Casciano in Val di Pesa (FI), classe 1884;
- Giuliano Lotti, di Montespertoli (FI), classe 1914;
- Giovanni Raspollini, di Tavarnelle, classe 1922.

## Monumenti e omaggi
Sul luogo della strage sono stati posti una croce di ferro nell'immediato dopoguerra e un cippo con i nomi delle vittime nel 1996. 
Una lapide con i nomi delle vittime è stata collocata lungo le mura dell'abbazia di Passignano. Nel cimitero del complesso abbaziale è stato realizzato nel 1965 un sacrario dove riposano le salme di alcuni martiri.
I nomi delle vittime sono riportati anche in un monumento dedicato ai civili morti in guerra posto nel 2005 nella piazza di Tavarnelle.
Nel 2022 il comune di Barberino Tavarnelle è stato insignito della Medaglia d'Oro al Valor Civile per l'eccidio di Pratale.

## Risvolti processuali
Nel 2011 l'amministrazione comunale di Tavarnelle Val di Pesa ha presentato una formale denuncia alla procura Militare della Repubblica con la quale è stata avviata un'indagine che ha permesso l'identificazione di sei militari, quattro tedeschi, uno austriaco e uno polacco, i cui nomi sono stati iscritti nel registro degli indagati. 
Il 20 maggio 2013 il GIP ha dichiarato il non luogo a procedere per estinzione del reato e per morte dei rei.